# Route nationale 143 (Argentine)
Pour les articles homonymes, voir Route nationale 143.

La Route nationale 143 est une route d'Argentine, qui se trouve dans les provinces de 
La Pampa et de Mendoza, dessinée en rouge sur la carte ci-jointe. Son parcours de 629 kilomètres relie la route nationale 152 au niveau de son kilomètre 72 — dans le village de Caranchos —, et la route nationale 40 à Pareditas. 
Entre le km 56 (raccordement avec la route provinciale 20) et le km 246 (raccordement avec la route nationale 151), la route est revêtue de terre. Le reste est asphalté.

## Localités

### Province de La Pampa
Parcours : 304 km (km 0 à 304).
- Département d'Utracán : Chacharramendi (km 54).
- Département de Limay Mahuida : Limay Mahuida (km 149).
- Département de Chalileo : Santa Isabel (km 269).

### Province de Mendoza
Parcours: 325 km (km 453 à 778).
- Département de General Alvear : Carmensa (km 559) et General Alvear (km 579-581).
- Département de San Rafael : Real del Padre (km 591), Villa Atuel (km 610), Salto de las Rosas (km 644), Rama Caída (km 662) et San Rafael (km 665-673).
- Département de San Carlos : Pareditas (km 778).